# Ellen Tiedtke

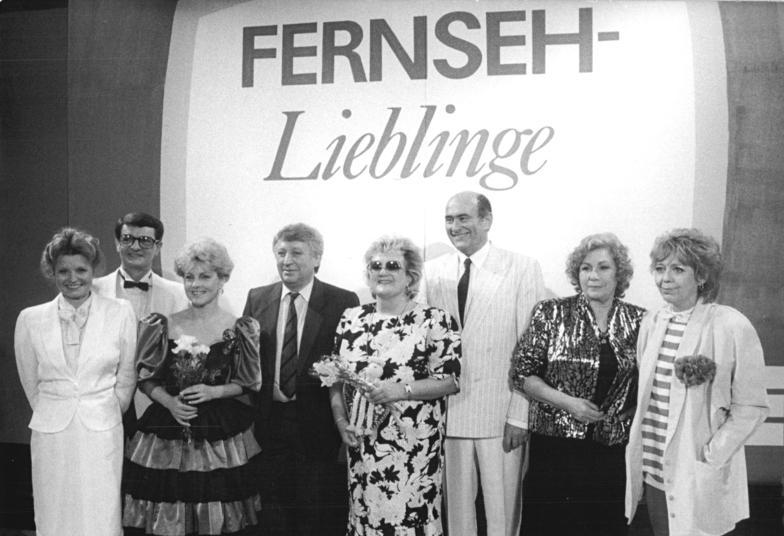
Ellen Tiedtke (rechts) bei der Wahl der „Fernsehlieblinge 1987“

Ellen Tiedtke (* 16. März 1930 in Bischofsburg, Kreis Rößel, Ostpreußen; † 1. Februar 2022 in Berlin) war eine deutsche Schauspielerin, Kabarettistin und Sängerin. Bekannt wurde Tiedtke vor allem durch die DDR-Kindersendung Ellentie (1983–1991).

## Leben
Die im ostpreußischen Bischofsburg geborene Tiedtke musste bei Ende des Zweiten Weltkrieges mit ihrer Familie nach Schwerin flüchten.
Tiedtke studierte von 1949 bis 1952 an den Schauspielschulen Schwerin und Leipzig und war danach bis 1954 am Stadttheater Cottbus engagiert. Hier gehörte sie zusammen mit Ursula Wagner, Erhard Köster, Walter Niklaus und Edi Weeber-Fried zu den Gründungsmitgliedern des dortigen Kabarettensembles „Die Stichlinge“.
1956 trat sie mit einem Kabarettprogramm an der „Leipziger Pfeffermühle“ auf. Im Programm Rührt Euch kritisierte Tiedtke die Zustände in der DDR. Nachdem ein mit Funktionären besetztes Publikum bei ihrem Auftritt am 15. Dezember 1956 die Bühne gestürmt hatte, wurde das Programm abgesetzt. Tiedtke ging nach Berlin, wo sie im Ensemble „Die Distel“ auftrat. Im Jahr 1961 erhielt sie den Kunstpreis der DDR sowie im Kollektiv des Kabaretts „Die Distel“ den Nationalpreis der DDR. Parallel folgten erste Auftritte in Filmproduktionen, so trat sie 1964 im Fernsehkrimi Doppelt oder nichts und in der DEFA-Komödie Ohne Paß in fremden Betten auf.
Nachdem sich Tiedtke 1964 auf einer Betriebsversammlung der „Distel“ kritisch über zwei Direktoren der Kabarett-Bühne geäußert hatte, wurde sie entlassen. Anschließend war sie freiberuflich als Sängerin im Stil von Claire Waldoff tätig. Ihre Single Du bist ein feiner Mann/Fahr’ doch allein Karussell erschien 1964. Tiedtke trat auch in Heinz Quermanns Schlagerrevue auf. Als sie mit der von der Redaktion gewünschten „Lobhudelei der DDR“ nicht mehr auftreten wollte, blieben Engagements aus. Die Konzert- und Gastspieldirektion verbot den Kulturinstitutionen, Tiedtke zu engagieren.
Erst 1975 holte Wolfgang E. Struck Tiedtke an den Friedrichstadt-Palast, wo sie mit Kinderrevuen auftreten konnte. Zwischen 1978 und 1983 trat sie in verschiedenen Rollen in mehreren Kinder-Fernsehfilmen über den Clown Ferdinand auf. 1980 war sie im politischen Drama Die Verlobte zu sehen.
Bekannt wurde Tiedtke in der DDR vor allem durch die von 1983 bis 1991 im zweiten Programm des DDR-Fernsehens am Mittwoch ausgestrahlte Kindersendung Ellentie, die aus Filmbeiträgen, Spielen und Gesprächen mit Kindern bestand. Für diese Sendung wurde sie von den Lesern der DDR-Fernsehzeitschrift FF dabei zweimal zum Fernsehliebling gewählt.
Im Jahr 1985 veröffentlichte sie im DDR-Plattenlabel Litera eine Schallplatte mit dem Titel Ellen Tiedtke singt mit Herz und Schnauze (LP LITERA 8 65 375).
Sie war mit Hans Rascher verheiratet. Ellen Tiedtke starb Anfang Februar 2022 in einem Krankenhaus in Berlin im Alter von 91 Jahren.

## Filmografie (Auswahl)
- 1960: Das Stacheltier – Vorbeugen ist besser als heulen (Kurzfilm)
- 1961: Das Stacheltier – Die Moritat vom Balkongitter (Kurzfilm)
- 1964: Doppelt oder nichts (TV-Zweiteiler)
- 1965: Ohne Paß in fremden Betten
- 1971: Ein Mann, der sterben muss (TV)
- 1975: Unser Schmutzmoritz (Sprechrolle)
- 1978: Ferdinand, was nun? (TV)
- 1979: Ferdinand rettet die Sonne (TV)
- 1980: Ferdinand wird Vater (TV)
- 1980: Die Verlobte
- 1981: Ferdinand sucht den Regenbogen (TV)
- 1983: Ferdinand im Reich der Töne (TV)

## Hörspiele
- 1964: Elin Pelin: Jan Bibijan und das Teufelchen Füt (Teufelchen Füt) – Regie: Ingeborg Milster (Kinderhörspiel – Rundfunk der DDR)
- 1974: Alexander Wolkow: Der Zauberer der Smaragdenstadt (Gingema) – Regie: Maritta Hübner (Kinderhörspiel – Rundfunk der DDR)

## Diskografie
Alben
- 1985 Ellen Tiedtke singt mit Herz und Schnauze (LP LITERA 8 65 375)
- 2008: Mit dem Schalk im Nacken – Ellen Tiedtke & Hans Rascher – Texte, Lieder, Chansons und Schlager aus den Jahren 1954–1985. CD. Berlin, selbstironieverlag (Reihe: Kabarettisten der DDR, Vol. 4)[6]

Singles
- 1963: Er war kein schöner Mann / Die Zeit mit dir (Amiga 4 50 371)
- 1964: Fahr’ doch allein Karussell (Split-Single mit Manfred Krug, Rose-Marie Heimerdinger, Steffen Reuter, Amiga 5 50 200)
- 1964: Du bist ein feiner Mann / Fahr doch allein Karussell (Amiga 4 50 416)